# Ordre de ne pas réanimer
L'ordre de ne pas réanimer est une procédure intervenant en amont d'un arrêt cardiaque, assez probable à terme, enjoignant aux intervenants éventuels de renoncer à suivre tout protocole habituellement requis en cette matière.

## Généralités
Un ordre de ne pas réanimer (NPR), également connu sous le nom de ne pas tenter de réanimation (DNAR, de l'anglais : Do Not Attempt Resuscitation), de ne pas tenter de réanimation cardiorespiratoire (DNACPR, de : Do Not Attempt Cardiopulmonary Resuscitation), de permettre la mort naturelle ou encore d'ordre sans code, est un ordre juridique, écrit ou oral selon le pays, indiquant qu'une personne ne devrait pas recevoir de réanimation cardio-pulmonaire (RCR) si son cœur s'arrête de battre. Parfois, ces décisions et les documents pertinents englobent également des décisions portant sur d'autres interventions médicales critiques ou qui prolongent la vie. Le statut juridique et les processus entourant les commandes NPR varient d'un pays à l'autre. Le plus souvent, l'injonction émane d'un médecin qui prend en considération tant la dimension médicale que les souhaits et valeurs particulières du patient.
En France, si depuis la loi de 2016, les directives anticipées sont contraignantes, elles ne sont en revanche pas opposables. En effet, elles ne s’appliquent pas en cas d’urgence vitale pendant le temps nécessaire à une évaluation complète de la situation et lorsque les directives anticipées apparaissent manifestement inappropriées ou non conformes à la situation médicale du patient.

## Ordres de non-réanimation non conventionnelles
Le cas d'un patient inconscient présentant un tatouage « Ne pas réanimer » soulève des dilemmes éthiques importants pour le personnel médical. Bien que les tatouages et autres formes non standard puissent manquer de reconnaissance légale nécessaire, ils peuvent néanmoins constituer une expression authentique des souhaits du patient.
Dans le cas spécifique d'un homme de 70 ans atteint de maladies chroniques, l'équipe médicale a initialement hésité à respecter le tatouage en raison de l'incertitude et du principe de précaution. Cependant, après consultation du comité d'éthique, il a été décidé de respecter le tatouage comme expression authentique des préférences du patient, conduisant à l'émission d'un ordre de non-réanimation. Ce cas souligne la complexité de l'interprétation des directives anticipées, en particulier lorsqu'elles sont exprimées par des moyens non conventionnels tels que les tatouages, et soulève des questions importantes concernant l'autonomie du patient et la prise de décision éthique en pratique médicale.

## Une pratique d'accompagnement psychologique
Dans chaque cas de séjour de réanimation, le travail psychologique en réanimation a pris la forme de brèves « visites », aussi quotidiennes que possible, adressant une parole au patient quel que soit son état, avec des mots évocateurs du moment, de sa vie, à partir des éléments suscités par lui (regard, geste, respiration, posture, étant alors de remarquables supports à un échange). Dans chaque cas également un échange a eu lieu au moins une fois dans le service de suite[réf. à confirmer].